# Gyalidea lecideopsis
Gyalidea lecideopsis är en lavart som först beskrevs av A. Massal., och fick sitt nu gällande namn av Lettau ex Vezda 1966. Gyalidea lecideopsis ingår i släktet Gyalidea och familjen Asterothyriaceae.   Inga underarter finns listade i Catalogue of Life.